# Deutsches Historisches Institut
Als Deutsche Historische Institute (DHI) werden wissenschaftliche  Institute in Europa und Nordamerika bezeichnet, die sich der Erforschung der historischen Beziehungen zwischen Deutschland und den Partnerländern widmen. Mit Schließung des Institituts in Moskau reduzierte sich die Anzahl der Einrichtungen auf fünf.
- Rom (Italien): Deutsches Historisches Institut in Rom (Istituto Storico Germanico di Roma), seit 1888
- Paris (Frankreich): Deutsches Historisches Institut Paris (Institut Historique Allemand Paris, DHIP, IHAP), seit 1958
- London (Vereinigtes Königreich): Deutsches Historisches Institut London (German Historical Institute London, DHIL, GHIL), seit 1976
- Washington (Vereinigte Staaten): Deutsches Historisches Institut Washington (German Historical Institute Washington D.C., DHI, GHI-DC), seit 1987
- Warschau (Polen): Deutsches Historisches Institut Warschau (Niemiecki Instytut Historyczny w Warszawie, DHIW, NIH), seit 1993
- Moskau (Russland): Deutsches Historisches Institut Moskau (Германский Исторический Институт в Москве, DHI, ГИИМ), 2005–2024

Die Institute sind seit 2002 Teil der Max Weber Stiftung – Deutsche Geisteswissenschaftliche Institute im Ausland mit Sitz in Bonn. Diese bundesunmittelbare Stiftung öffentlichen Rechts umfasst neben den Historischen Instituten auch die Orient-Institute in Beirut und Istanbul sowie das Deutsche Institut für Japanstudien (DIJ) in Tokio und das Deutsche Forum für Kunstgeschichte (DFK) in Paris. Finanziert werden die Einrichtungen vom Bundesministerium für Forschung, Technologie und Raumfahrt (BMFTR).
Das Deutsche Historische Institut in Moskau wurde im Jahr 2024 nach seiner Einordnung als „unerwünschte ausländische Organisation“ durch das russische Justizministerium vom Stiftungsrat der Max Weber Stiftung geschlossen.